# Spodnji Brnik
Spodnji Brnik je naselje v Občini Cerklje na Gorenjskem.